# Puntagorda
Puntagorda település Spanyolországban, Santa Cruz de Tenerife tartományban. Puntagorda Garafía, El Paso és Tijarafe községekkel határos. Lakosainak száma 2355 fő (2024).

## Népesség
A település népessége az elmúlt években az alábbi módon változott:
| Lakosok száma | 1802 | 1708 | 1974 | 2108 | 1940 | 2031 | 2009 | 2110 | 2293 | 2355 |
|               | 2001 | 2004 | 2007 | 2009 | 2012 | 2014 | 2017 | 2019 | 2022 | 2024 |